# Nationalbolschewistische Partei Russlands
Die Nationalbolschewistische Partei Russlands (NBP; russisch Национал-Большевистская Партия, НБП) war eine russische Partei, die sich als nationalbolschewistisch definierte und 2005 vom Obersten Gerichtshof Russlands verboten wurde.

## Inhaltliches Profil
Ihrem Selbstverständnis nach war die Partei nicht neonazistisch, vertrat aber offen nationalistische, antidemokratische und sozialpopulistische Positionen. Sowohl in den schriftlichen als auch in den graphischen Agitations- und Propagandamitteln der Nationalbolschewiken waren nationalsozialistische und kommunistische Einflüsse zu erkennen. Die Verschmelzung beider Ideologien ist aus der Parteifahne der NBP nachvollziehbar. Diese war der Hakenkreuzfahne der NSDAP nachempfunden, enthielt jedoch anstelle des Hakenkreuzes das kommunistische Arbeiter-und-Bauern-Symbol (Hammer und Sichel). Die Inspiration für die Parteifahne bekam Parteigründer Eduard Limonow durch den Film Sid und Nancy; da Sid Vicious in der Öffentlichkeit ein Hakenkreuz auf seinem T-Shirt trug, musste dieses im Film wegen rechtlicher Probleme durch das Hammer-und-Sichel-Symbol getauscht werden. Die kommunistischen Elemente in der Ideologie und dem Erscheinungsbild der Partei waren auch der Grund, weshalb sie in den russischen Medien oft dem linken politischen Spektrum zugeordnet wurde.

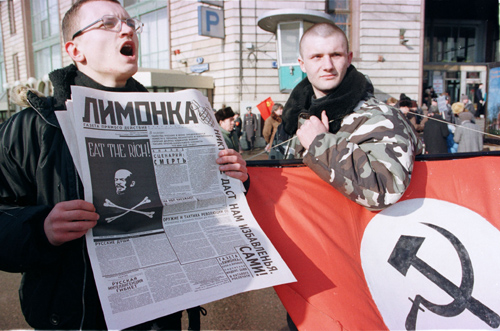
Mitglieder der NBP auf einem Protestmarsch in Moskau

Dem Parteiprogramm von 1994 zufolge war das Wesen des Nationalbolschewismus

„…der einäschernde Hass gegen das antihumane System der Troika, die aus dem Liberalismus, der Demokratie und dem Kapitalismus besteht. Der Mensch der Rebellion, der Nationalbolschewik, sieht seine Mission in der Zerstörung des Systems bis auf den Grund. Auf den Idealen des geistigen Mutes, der sozialen und nationalen Gerechtigkeit wird eine traditionalistische, hierarchische Gesellschaft aufgebaut.“

 Das globale Ziel des Nationalbolschewismus sei die Schaffung eines Imperiums von Wladiwostok bis Gibraltar auf der Grundlage der russischen Zivilisation.
2004 wurde zudem ein neues Programm verabschiedet, das zu dem Parteiprogramm von 1994 weitgehend im Widerspruch stand, denn das alte Parteiprogramm wurde nicht außer Kraft gesetzt. In dem neuen Programm hieß es nun, das Hauptziel der Partei bestünde darin, Russland „in einen modernen, mächtigen Staat zu verwandeln, der von anderen Ländern und Völkern respektiert und von den eigenen Bürgern geliebt wird“. Zur Erreichung dieses Zieles wurde unter anderem die Sicherstellung der freien Entwicklung einer Bürgergesellschaft und der Unabhängigkeit der Medien sowie die Beendigung des Tschetschenienkonfliktes „unter Einbeziehung aller Beteiligten“ gefordert.

Die Flagge der Romanow wird von der NBP häufig verwendet

## Geschichte der Partei
Die NBP wurde 1992 gegründet, nachdem in Russland seit den 1990er Jahren ein Aufschwung des Nationalbolschewismus zu beobachten war. 1994 gab sie sich ein Grundsatzprogramm, das 2004 aktualisiert wurde (s. o.). Von Anfang an rekrutierte die Partei im Gegensatz zu den meisten anderen politischen Bewegungen Russlands überwiegend Jüngere unter 30 für ihre Arbeit, für die sie sich mit unkonventionellen Methoden und ihrer Skandalumwittertheit interessant machte. Man benutzte beispielsweise den Slogan «Завершим реформы так: Сталин! Берия! ГУЛАГ!» („Vervollständigen wir die Reformen so: Stalin! Beria! GULAG!“), auch abgekürzt: «Сталин! Берия! ГУЛАГ!» („Stalin! Beria! GULAG!)“ usw.
Die NBP wurde im Juni 2005 vom Moskauer Gebietsgericht als verfassungsfeindlich eingestuft und verboten. Das Gericht sah es als erwiesen an, dass die NBP einen gewaltsamen Umsturz in Russland angestrebt hatte. Die NBP legte Berufung gegen das Gerichtsurteil ein und bekam vom Obersten Gerichtshof Russlands Recht. Daraufhin ging die Staatsanwaltschaft in die Berufung und hatte damit ihrerseits Erfolg. Der Oberste Gerichtshof bestätigte das Urteil des Moskauer Gebietsgerichts und erklärte am 15. November 2005 das Verbot der NBP für rechtens. Die NBP blieb, trotz Illegalität, weiterhin im Untergrund und teilweise sogar offen aktiv. Im Juli 2009 wurde die Partei durch die Abspaltung der zentralen Moskauer Parteigliederung geschwächt. Hintergrund war der Parteiausschluss des Moskauer Regionalvorsitzenden auf Betreiben des Parteichefs Limonow.

## Anderes Russland
Die NBP war Mitglied des von Garri Kasparow gegründeten Parteienbündnisses Das andere Russland.

## Prominente Mitglieder
- Gründer und Vorsitzender der NBP war der russische Schriftsteller und Politiker Eduard Weniaminowitsch Limonow (1943–2020).
- Wladimir Linderman
- Jegor Letow
- Anastassija Olegowna Udalzowa
- Sachar Prilepin
- Alexander Geljewitsch Dugin
- Sergei Anatoljewitsch Kurjochin